# Саут Белмар (Њу Џерзи)
Саут Белмар (енгл. South Belmar) град је у америчкој савезној држави Њу Џерзи.

## Демографија
По попису из 2000. године број становника је 1.806.
| Група             | 2000.         | 2010.    |
| Белци             | 1.426 (79,0%) | 0 (0,0%) |
| Афроамериканци    | 140 (7,8%)    | 0 (0,0%) |
| Азијати           | 23 (1,3%)     | 0 (0,0%) |
| Хиспаноамериканци | 183 (10,1%)   | 0 (0,0%) |
| Укупно            | 1.806         | 0        |